# Dasygaster pammacha
Dasygaster pammacha là một loài bướm đêm trong họ Noctuidae.